# Upplands runinskrifter Fv1973;194
Upplands runinskrifter Fv1973;194 är en vikingatida runsten av granit i Uppsala domkyrka, Uppsala och Uppsala kommun. Den hittades i april 1972 vid rörläggningsarbeten. Ristningen har en bild av en ryttare till häst, snarlik den som finns på U 1003. Stenens största längd är 2,95 meter och dess största bredd 2,40 meter. Runhöjden är 9-10 centimeter. Runstenen är belägen under en pelare mellan Sturekoret och Finstakoret. Stenen är nu delvis synlig i en golvbrunn.

## Inskriften
Translitterering av runraden:
...(þ)r · litu rita stain þino ... ...tauaþum × i... ...þiʀ aihi yirþa · miþan st...n- ...
Normalisering till runsvenska:
... letu retta stæin þenna ... [hvi]tavaðum ... ... æigi verða, meðan st[æi]n[aʀ](?) ...
Översättning till nusvenska:
... läto resa denna sten ... (vi)ta våder ... icke bliva, medan sten(ar?) ..
Inskriftens uttryck "vita våder" betecknar de kläder som en döpt person bar under dopet och en tid därefter.